# École de cavalerie Nicolas

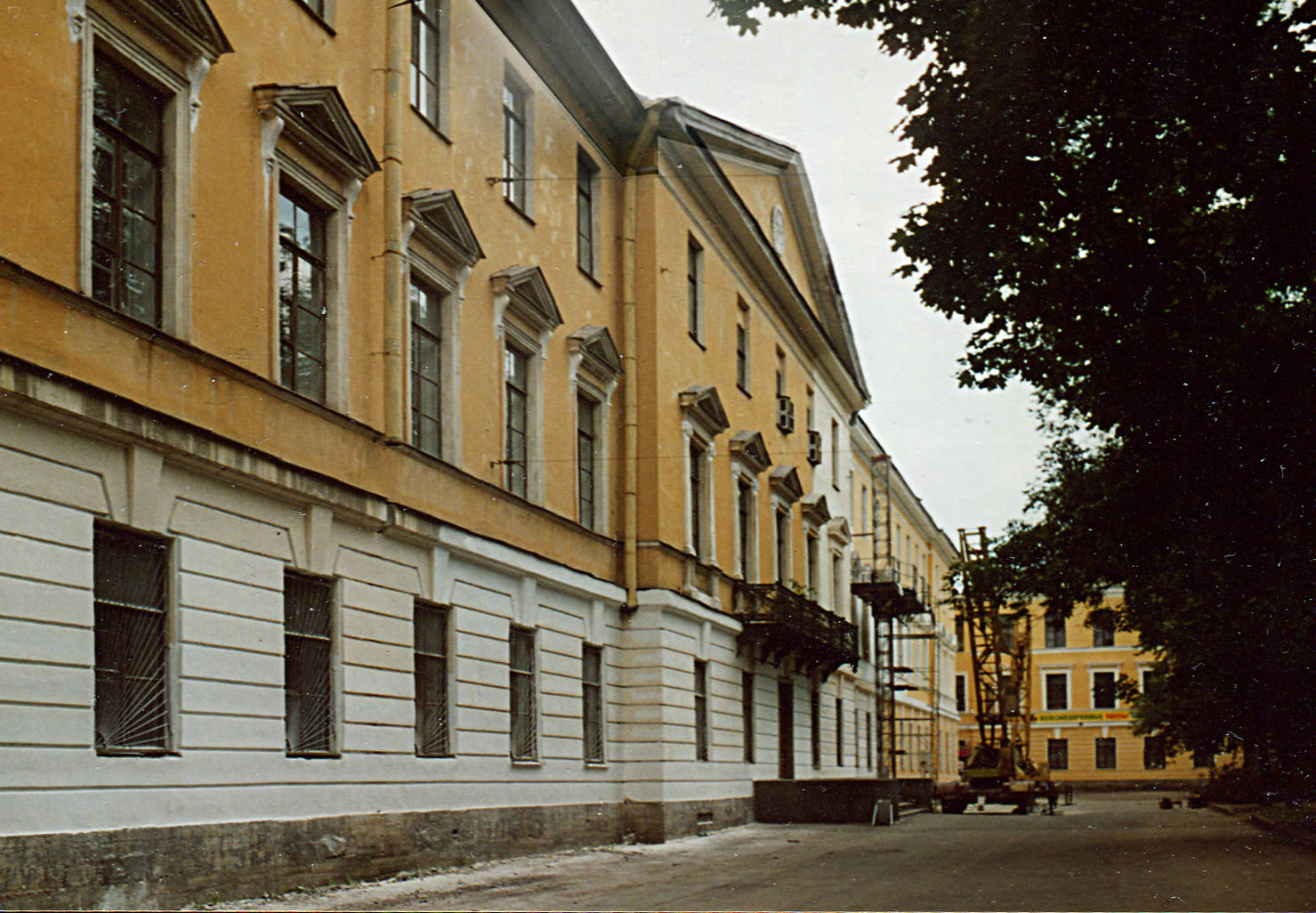
Façade de l'ancienne école de cavalerie Nicolas en 2008

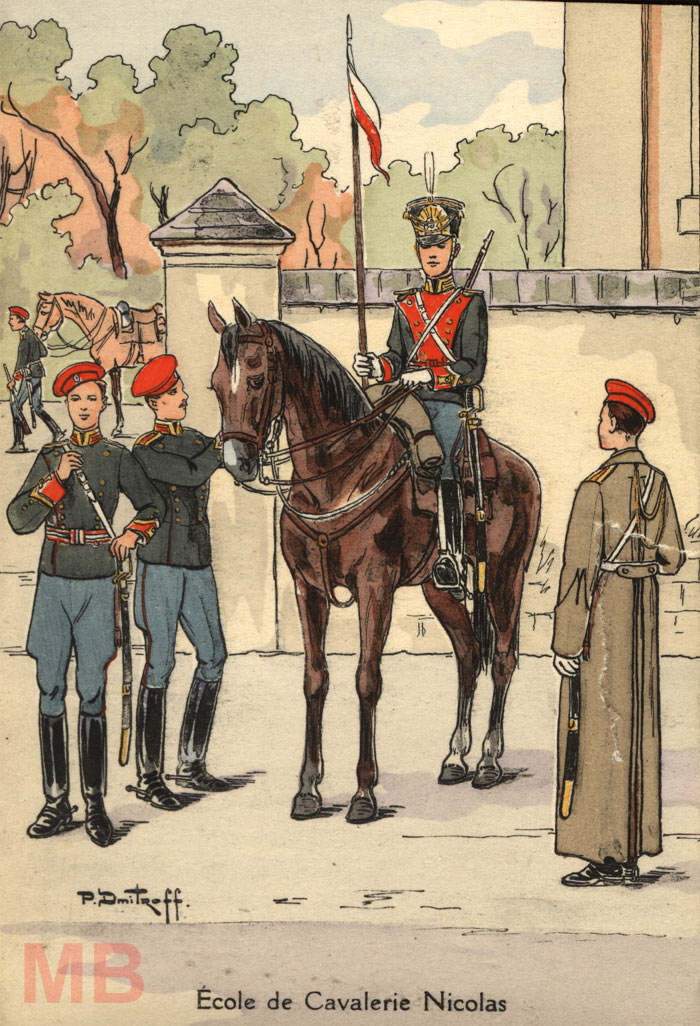
École de cavalerie Nicolas

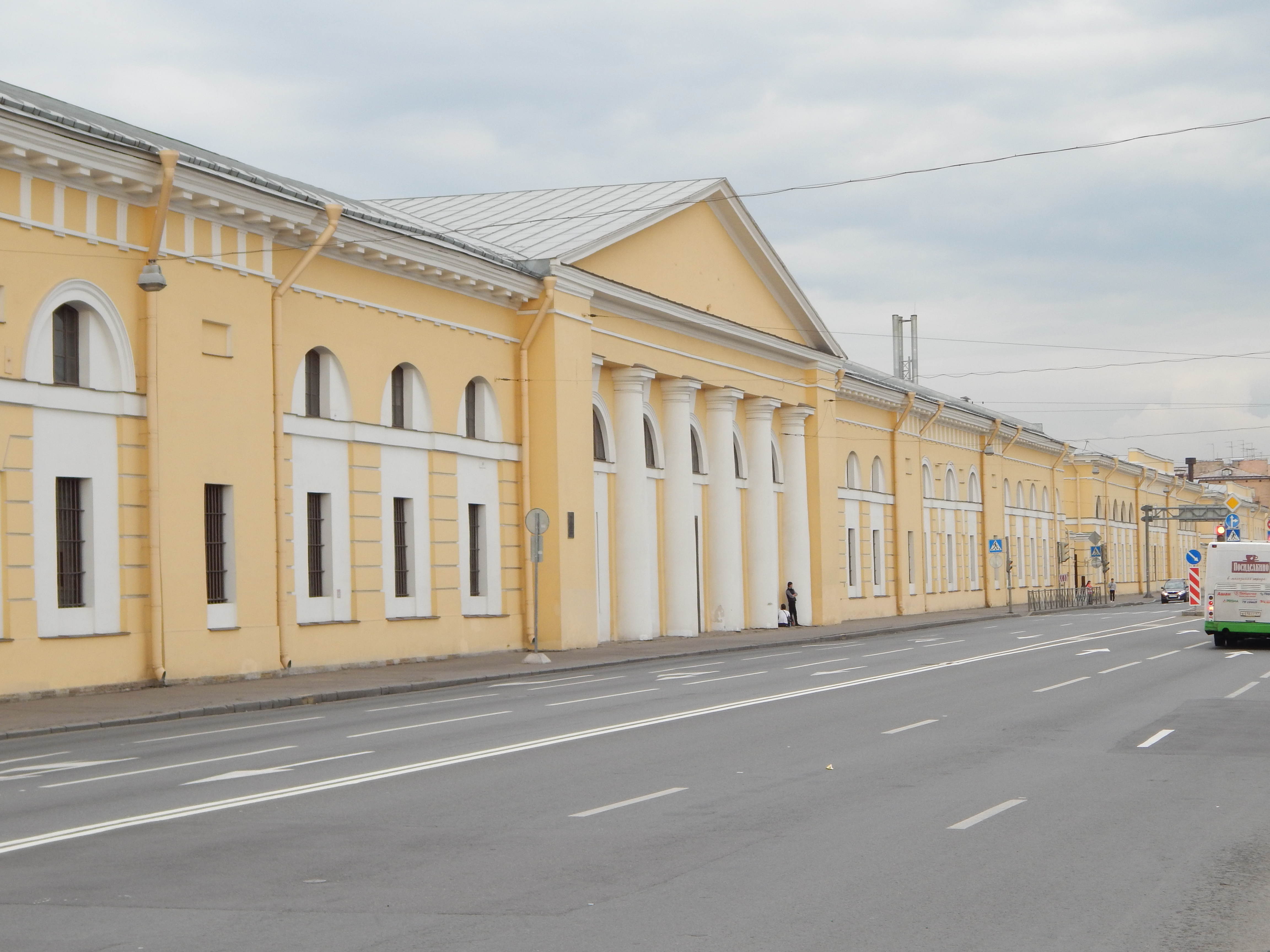
Vue du manège (bâtiment ouest)

L’École de cavalerie Nicolas, en russe Николаевское кавалерийское училище, était une école militaire d'élite de la Russie impériale, située à Saint-Pétersbourg. Fondée le 9 mai 1823, elle fut une pépinière d'officiers, d'intellectuels et d'hommes politiques de la Russie du XIXe siècle et du début du XXe siècle.
Ne pas confondre avec l'Académie militaire Nicolas, réservée aux officiers d'active pour parfaire leur formation, ni avec l'Académie du génie Nicolas.

## Histoire
Alexandre Ier, par décret du 9 mai 1823, fit ouvrir cette école de cavalerie dans la caserne, située à Saint-Pétersbourg, du régiment Izmaïlovsky de la Garde impériale (au no 120 du quai de la Fontanka).
Elle fut d'abord nommée École des sous-lieutenants de la Garde et était réservée aux fils de la noblesse qui, sortant de l'université, désiraient entrer dans la Garde impériale. Elle accepta toutefois dès le début des pensionnaires qui ne voulaient pas forcément faire carrière dans l'armée, mais désiraient recevoir une éducation militaire élitiste, pour être préparés à de hautes fonctions.
Il y avait à sa tête un directeur, un inspecteur des classes, huit officiers dits « ober-ofitser » qui devaient être au minimum lieutenants, et 120 élèves.
À la sortie de l'école, ces derniers choisissaient d'entrer dans des régiments de cavalerie de la Garde impériale.
- 1826, l'école fut renommée École des sous-lieutenants de la Garde et des Junkers de cavalerie. Elle venait de déménager dans l'ancien palais Tchernychev.

- 1859, l'école fut renommée École des Junkers de la Garde Nicolas (en l'honneur de Nicolas Ier).

- 1864, l'école fut renommée École de cavalerie Nicolas et déménagea au no 54 de la perspective Lermontovsky (ex-perspective Novo-Peterhof), jusqu'à la fin de son existence.

- 1890, une sotnia de cosaques fut formée au sein de l'école.

- octobre 1917 fermeture.

À partir de 1864, une école de cadets fut ouverte pour préparer les jeunes gens à l'entrée à l'École de cavalerie Nicolas. Elle fut nommée par la suite corps des cadets Nicolas.
De 1921 à 1923, d'anciens officiers émigrés de l'Armée blanche créèrent une école semblable à Gallipoli, puis en Yougoslavie.

## Programme d'études

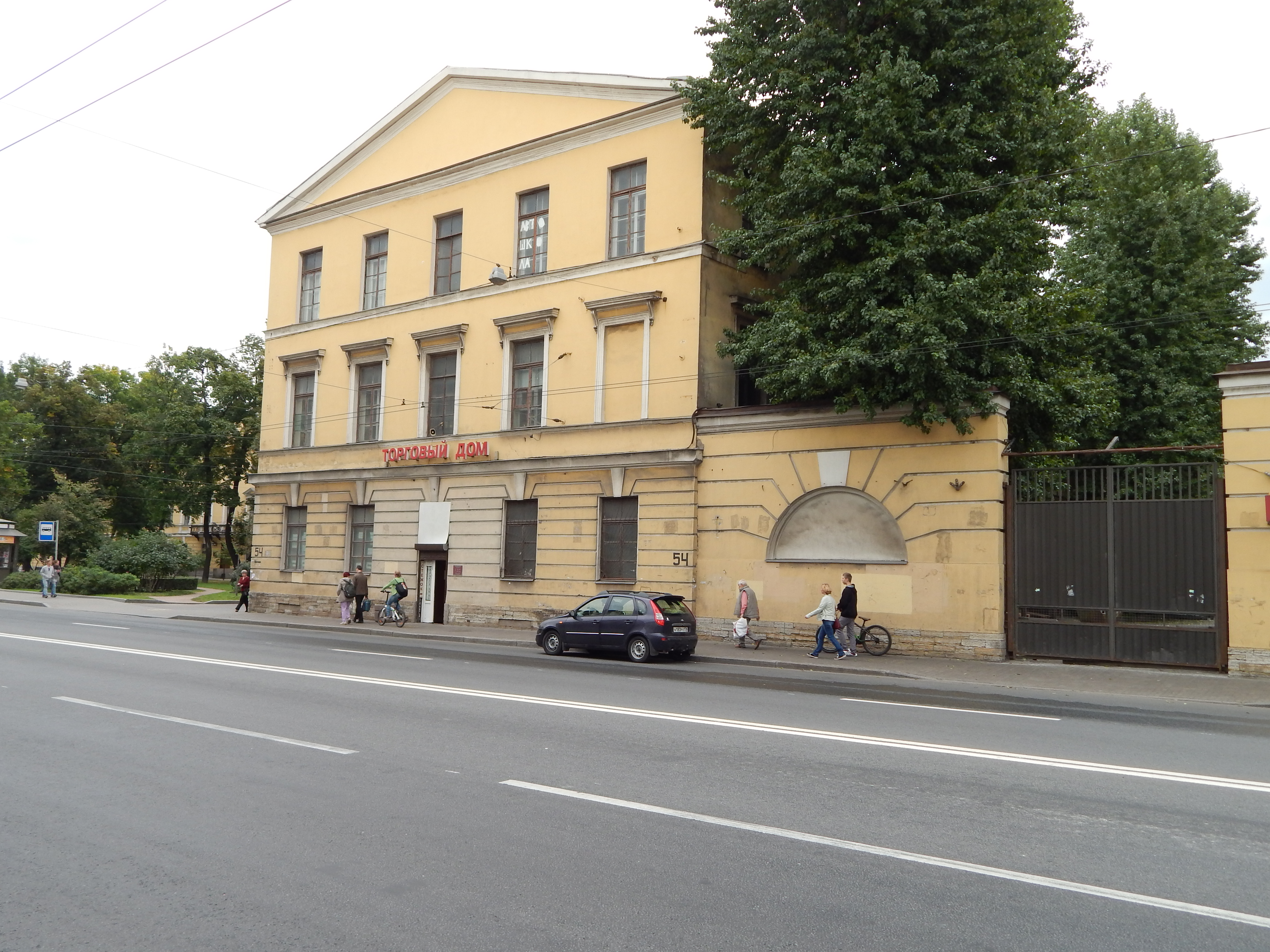
Entrée du bâtiment ouest
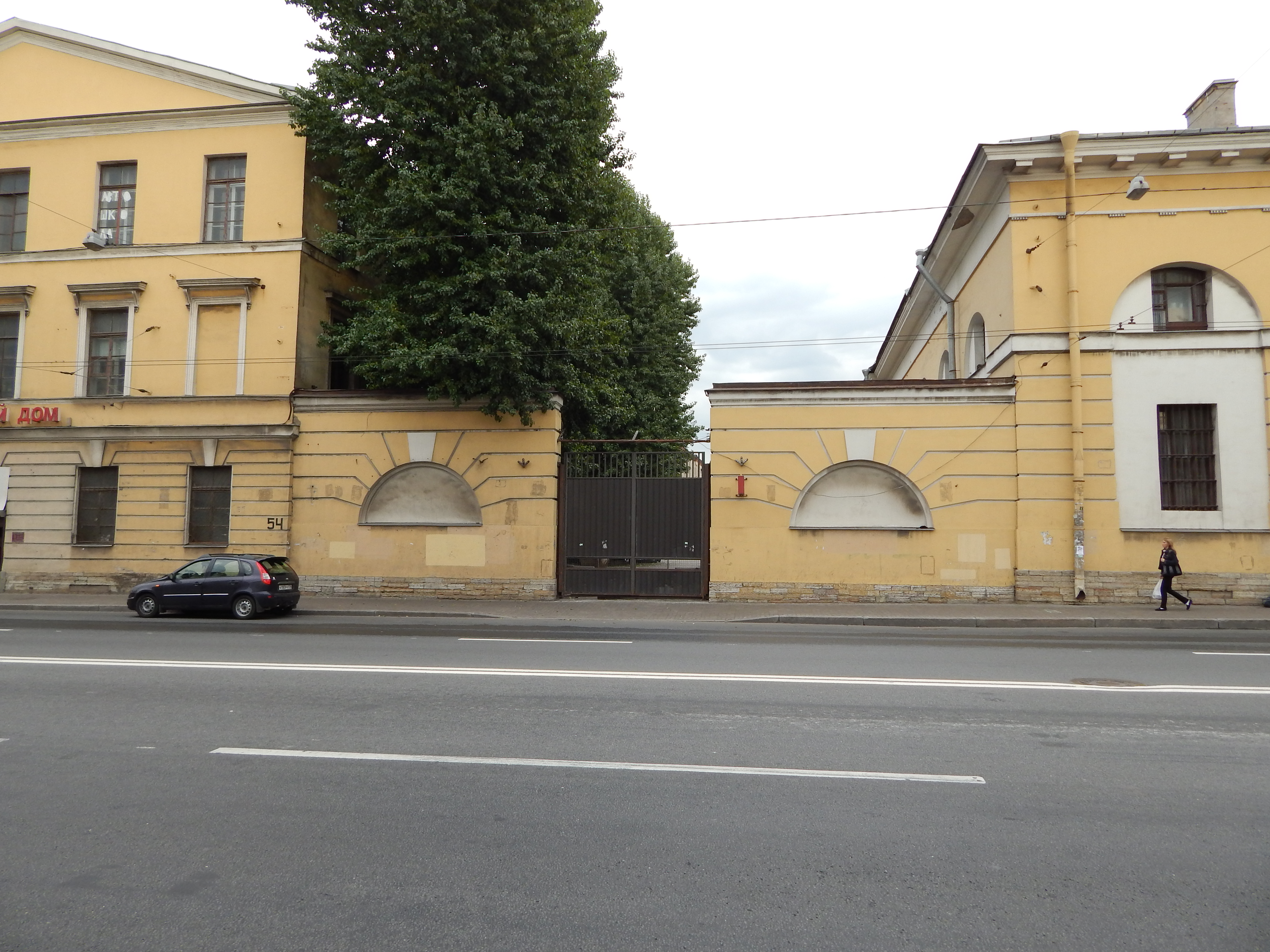
Entrée du bâtiment ouest
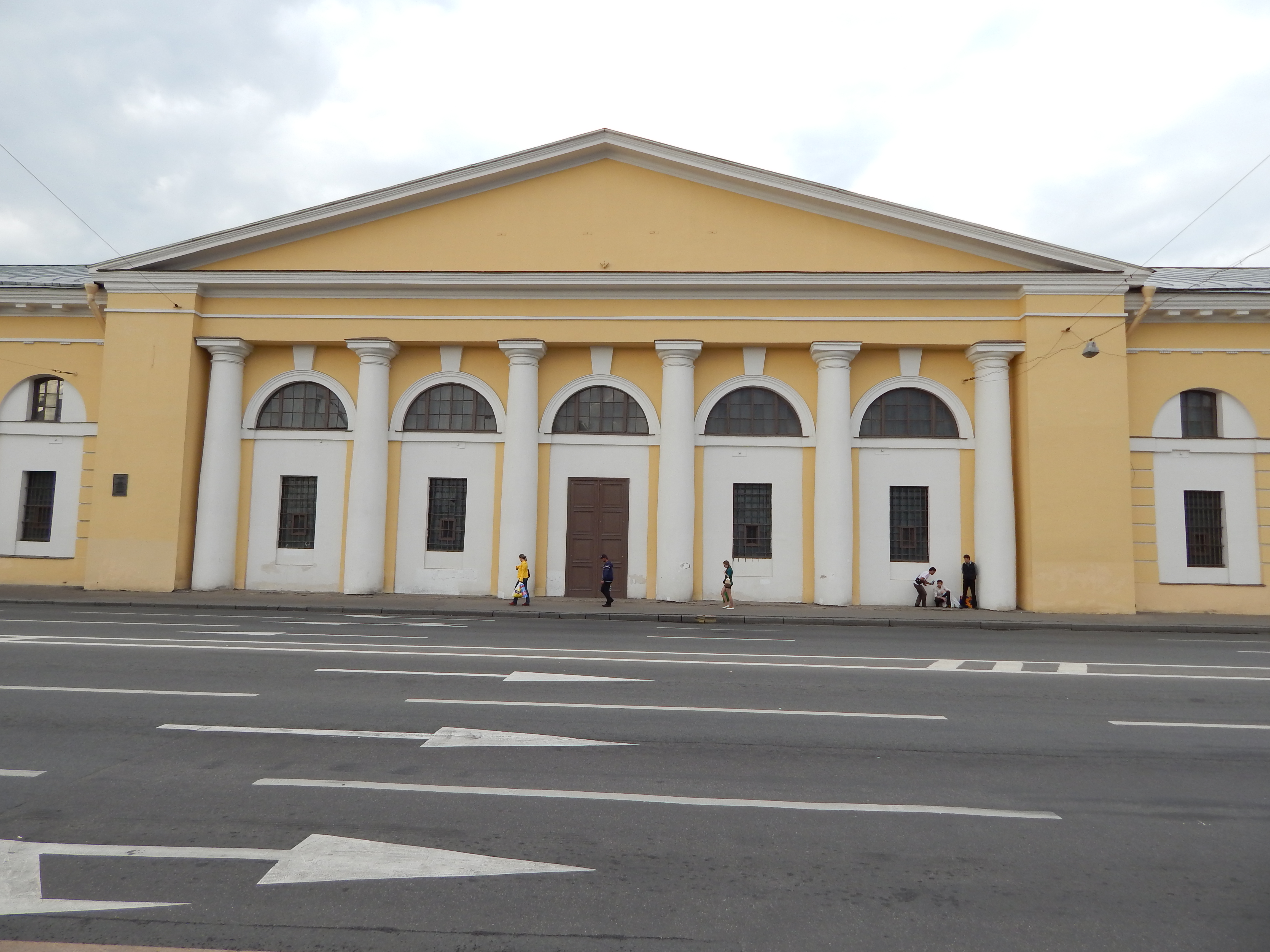
Entrée du bâtiment ouest
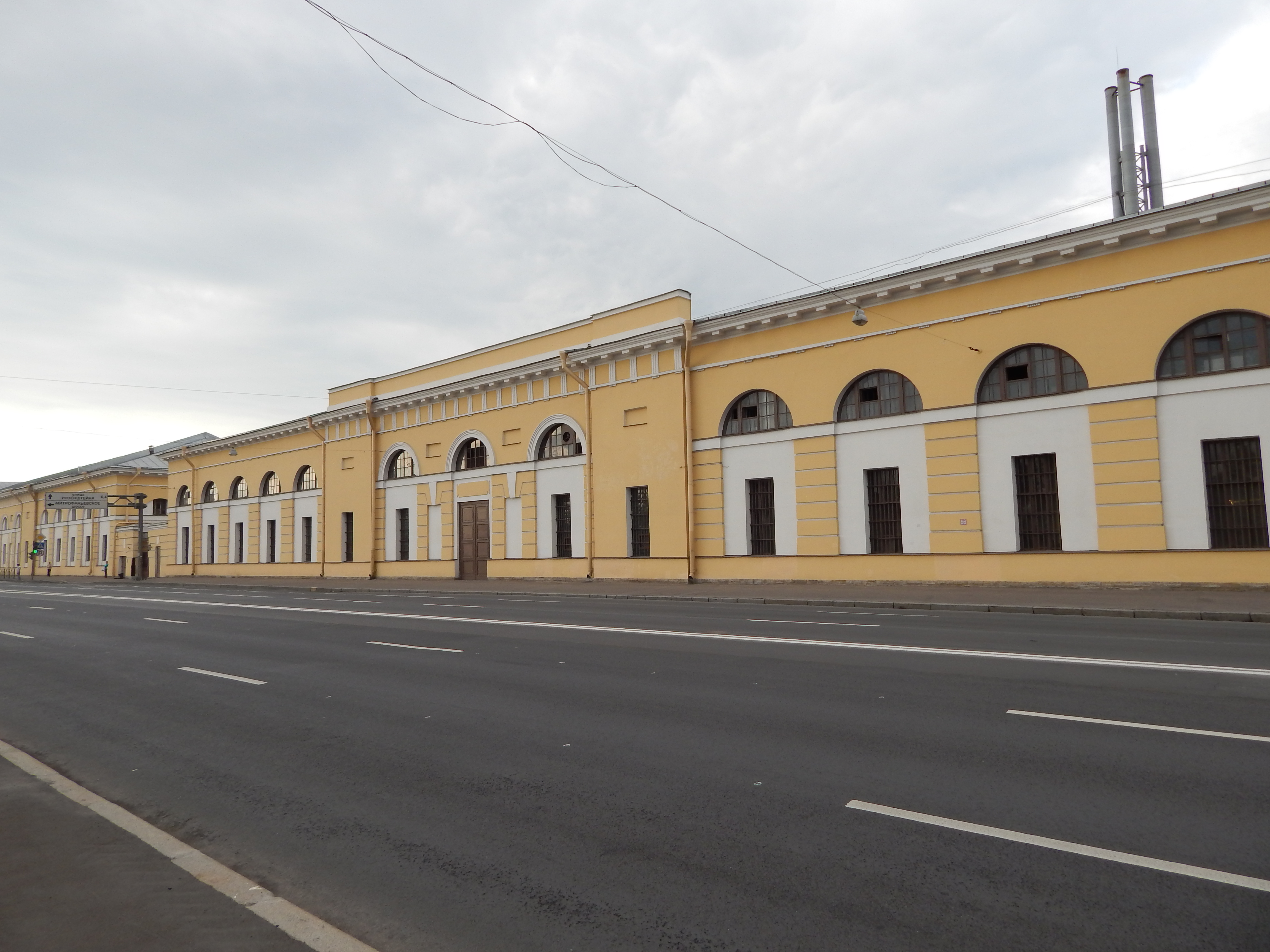
Façade du bâtiment central

## Anciens élèves
- Vladimir Boeckmann - sorti en 1866 - général de cavalerie et gouverneur général de Finlande
- Mikhaïl Lermontov - sorti en 1834 - devient cornette au régiment des hussards de la Garde impériale.
- Modeste Moussorgski - 1859 - devient cornette au régiment Préobrajensky de la Garde impériale
- Alexandre von Kaulbars - 1861 - entre au régiment de Gatchina de la Garde impériale.
- Vladimir Soukhomlinov - entre au régiment des uhlans de Sa Majesté Impériale.
- Alexandre Samsonov - 1877 - entre au 12e régiment d'artillerie de hussards.
- Eugène Miller - 1886 - entre au régiment de hussards de la Garde impériale.
- Alexandre Wolkonsky - 1889 -  entre au régiment de la cavalerie de la Garde impériale
- Carl-Gustav Mannerheim - 1889 - devient cornette au 15e régiment de dragons Alexandra.
- Constantin Mamontov - 1890 - devient cornette au régiment des grenadiers à cheval de la Garde impériale.
- Grand-duc Boris - 1896 - devient cornette au régiment des hussards de la Garde impériale.
- Anatoli Nossovitch - 1899 - vétéran de la Première Guerre mondiale
- Vladimir Kappel - 1903 - entre au 54e régiment de dragons de Novomirgorod.
- Nikolaï Babiev - 1909 - entre au 1er régiment cosaque de Laba.
- Piotr Sobennikov - sorti en 1916 - vétéran de la Première Guerre mondiale et de la Guerre civile russe, devenu militaire soviétique, un lieutenant-général

## Directeurs
- Alexandre von Bilderling 1878-1890
- Eugeniusz de Henning Michaëlis 1897
- Eugène Miller 1910-1912

## Source
- (ru) Cet article est partiellement ou en totalité issu de l’article de Wikipédia en russe intitulé « Николаевское кавалерийское училище » (voir la liste des auteurs).